# Buon Natale (se vuoi)
Buon Natale (se vuoi) è un singolo del cantautore italiano Eros Ramazzotti, il quarto estratto dal tredicesimo album in studio Perfetto e pubblicato il 27 novembre 2015.

## Video musicale
Del brano viene realizzato anche un videoclip, diretto da Mauro Russo.